# Ryan O'Hearn
Ryan Patrick O'Hearn (Dunedin, 26 luglio 1993) è un giocatore di baseball statunitense, di ruolo prima base e designated hitter che gioca per i San Diego Padres (MLB).
In precedenza, O'Hearn ha giocato in MLB con i Kansas City Royals e i Baltimore Orioles. È stato selezionato nel 2025 per partecipare all'All-Star Game.